# 唐万里
唐万里（1956年—），新疆乌鲁木齐人，中华人民共和国企业家，德隆国际战略投资有限公司原董事长，中华全国工商业联合会原副主席，第十届全国政协委员。

## 家庭
兄弟有唐万平、唐万川、唐万新。